# Marit Roaldseth
Marit Roaldseth (* 27. Juli 1977) ist eine ehemalige norwegische Skilangläuferin.

## Werdegang
Roaldseth, die für den Molde og Omegn IF startete, trat international erstmals bei den Nordischen Junioren-Skiweltmeisterschaften 1996 in Asiago in Erscheinung. Dort belegte sie den 33. Platz über 15 km Freistil und den vierten Rang über 5 km klassisch. Im folgenden Jahr holte sie bei den Nordischen Junioren-Skiweltmeisterschaften in Canmore die Bronzemedaille mit der Staffel. Zudem belegte sie dort den 28. Platz über 15 km Freistil und den achten Rang über 5 km klassisch. Im März 1997 debütierte sie in Oslo im Weltcup und errang dabei den 12. Platz mit der Staffel. Im Januar 1999 in Valkeakoski und im Januar 2000 in Nybygda holte sie jeweils über 5 km klassisch ihre ersten Siege im Continental-Cup. In der Saison 1999/2000 kam sie im Weltcup elfmal in die Punkteränge. Dabei erreichte sie mit dem vierten Platz im Sprint in Engelberg ihr bestes Einzelergebnis und mit dem 28. Platz im Gesamtweltcup und dem zehnten Rang im Sprintweltcup ihre besten Gesamtergebnisse. Zudem wurde sie in Davos Dritte mit der Staffel. Bei den Nordischen Skiweltmeisterschaften 2001 in Lahti lief sie auf den 18. Platz über 10 km klassisch und auf den 15. Rang über 15 km klassisch. In der Saison 2002/03 errang sie mit sieben Platzierungen in den Punkterängen, den 33. Platz im Gesamtweltcup. Beim Saisonhöhepunkt, den Nordischen Skiweltmeisterschaften 2003 im Val di Fiemme, belegte sie den 31. Platz im 15-km-Massenstartrennen und den 28. Rang über 10 km klassisch. Im Februar 2004 holte sie in Hommelvik über 5 km klassisch ihren dritten und damit letzten Sieg im Continental-Cup. Ihr 64. und damit letztes Weltcupeinzelrennen absolvierte sie im März 2004 in Lahti, das sie auf dem 30. Platz im Sprint beendete. Bei norwegischen Meisterschaften wurde sie jeweils zusammen mit Cecilie Risvoll Amundsen und Unni Ødegård mit der Staffel von Molde og Omegn IF, im Jahr 2003 Zweite und 2004 Dritte.
Marit Roaldseth ist mit dem norwegischen Langläufer Håvard Bjerkeli verheiratet.

## Siege bei Continental-Cup-Rennen
| Nr. | Datum            | Ort         | Disziplin      | Serie           |
| --- | ---------------- | ----------- | -------------- | --------------- |
| 1.  | 9. Januar 1999   | Valkeakoski | 5 km klassisch | Continental-Cup |
| 2.  | 8. Januar 2000   | Nybygda     | 5 km klassisch | Continental-Cup |
| 3.  | 14. Februar 2004 | Hommelvik   | 5 km klassisch | Continental-Cup |

## Platzierungen im Weltcup

### Weltcup-Statistik
Die Tabelle zeigt die erreichten Platzierungen im Einzelnen.
- 1.–3. Platz: Anzahl der Podiumsplatzierungen
- Top 10: Anzahl der Platzierungen unter den ersten zehn
- Punkteränge: Anzahl der Platzierungen innerhalb der Punkteränge
- Starts: Anzahl gelaufener Rennen in der jeweiligen Disziplin
- Hinweis: Bei den Distanzrennen erfolgt die Einordnung gemäß FIS.

| Platzierung         | Distanzrennen a | Distanzrennen a | Distanzrennen a | Distanzrennen a | Distanzrennen a | Skiathlon Verfolgung | Sprint | Etappen- rennen b | Gesamt | Team c | Team c  |
| Platzierung         | ≤ 5 km          | ≤ 10 km         | ≤ 15 km         | ≤ 30 km         | > 30 km         | Skiathlon Verfolgung | Sprint | Etappen- rennen b | Gesamt | Sprint | Staffel |
| ------------------- | --------------- | --------------- | --------------- | --------------- | --------------- | -------------------- | ------ | ----------------- | ------ | ------ | ------- |
| 1. Platz            |                 |                 |                 |                 |                 |                      |        |                   |        |        |         |
| 2. Platz            |                 |                 |                 |                 |                 |                      |        |                   |        |        |         |
| 3. Platz            |                 |                 |                 |                 |                 |                      |        |                   |        |        | 1       |
| Top 10              |                 |                 | 1               |                 |                 |                      | 6      |                   | 7      | 1      | 5       |
| Punkteränge         | 5               | 5               | 3               |                 |                 | 1                    | 19     |                   | 33     | 1      | 7       |
| Starts              | 11              | 13              | 7               | 3               | 1               | 5                    | 24     |                   | 64     | 1      | 9       |
| Stand: Karriereende |                 |                 |                 |                 |                 |                      |        |                   |        |        |         |

### Weltcup-Gesamtplatzierungen
| Saison    | Gesamt | Gesamt | Distanz  | Distanz     | Sprint | Sprint |
| Saison    | Punkte | Platz  | Punkte   | Platz       | Punkte | Platz  |
| --------- | ------ | ------ | -------- | ----------- | ------ | ------ |
| 1999/2000 | 157    | 28.    | 4 1 30 2 | 59. 1 33. 2 | 123    | 10.    |
| 2000/01   | 100    | 36.    | -        | -           | 72     | 21.    |
| 2001/02   | 51     | 51.    | -        | -           | 45     | 35.    |
| 2002/03   | 132    | 33.    | -        | -           | 64     | 31.    |
| 2003/04   | 85     | 48.    | 9        | 68.         | 76     | 26.    |